# El Vicio
El Teatro Bar El Vicio, antes conocido como "El Hábito", es un centro cultural localizado en la Ciudad de México. Se le considera un foro representativo para el cabaret político mexicano. Presenta actividades culturales escénicas, como teatro, música y danza dentro del género del cabaret.[cita requerida]

## Historia
Fue un lugar concebido y abierto por el poeta mexicano Salvador Novo en 1954 como un foro para la expresión artística, en 1990, la actriz Jesusa Rodríguez y la compositora Liliana Felipe se hicieron cargo de este lugar bajo el nombre de "El Hábito".  A partir del 2005, la compañía de teatro-cabaret Las Reinas Chulas tomó las riendas del lugar para dar continuidad al proyecto artístico por el que abrió sus puertas y lo mantienen activo hasta nuestros días.

## Actividades
A mediados de cada año tiene lugar en este espacio el Festival Internacional de Cabaret, único de habla hispana en el mundo, en donde se presentan exponentes de cabaret contemporáneo tanto nacionales como internacionales.